# SOR BN 12
SOR BN 12 je model českého městského standardního částečně nízkopodlažního autobusu, který byl vyráběn společností SOR Libchavy v letech 2003 až 2022.

## Konstrukce

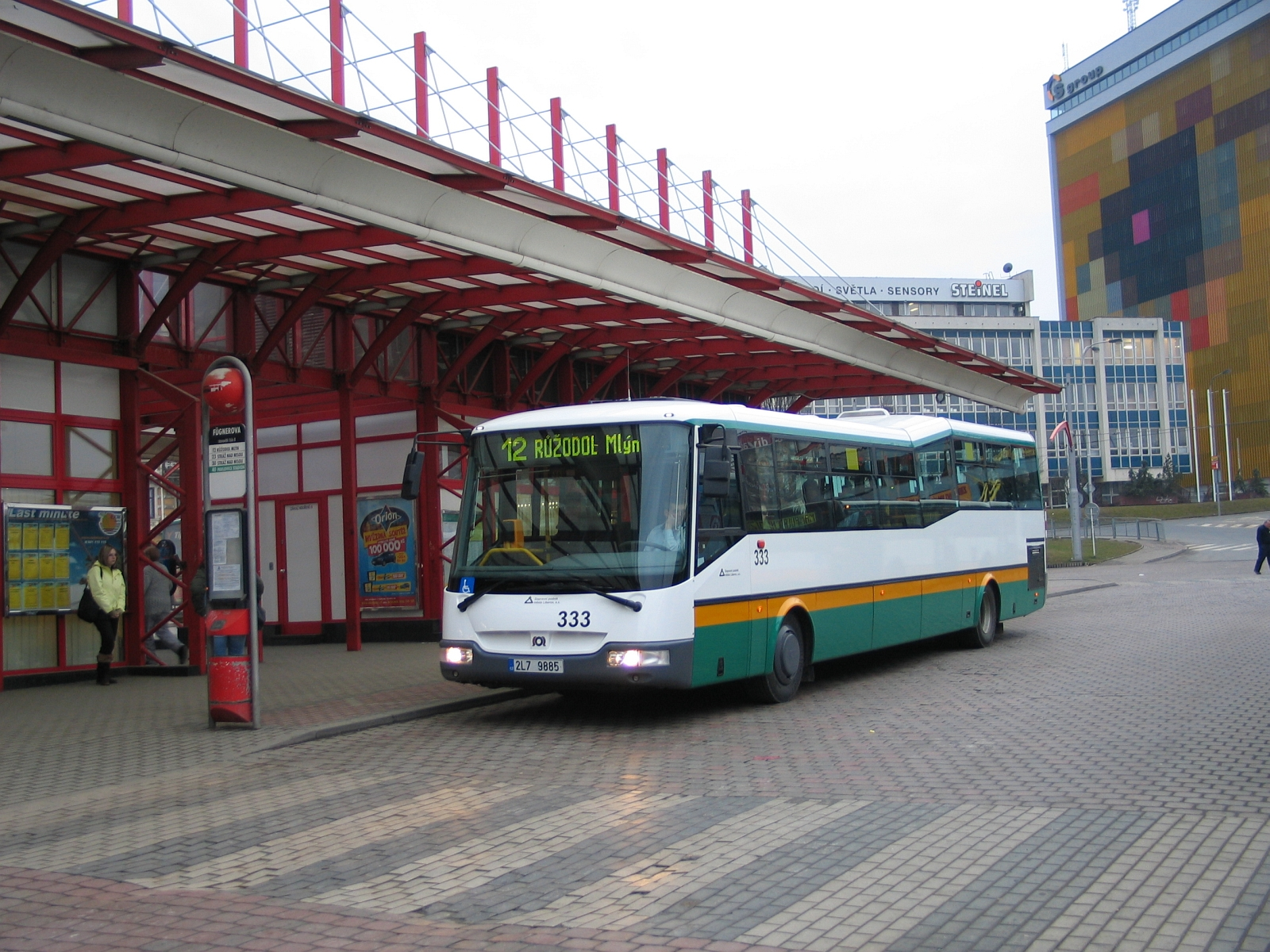
SOR BN 12 v Liberci

SOR BN 12 byl prvním alespoň částečně nízkopodlažním autobusem z produkce firmy SOR. Model BN 12 je dvounápravový, přičemž v prostoru od zadní nápravy dopředu je autobus nízkopodlažní. Zadní náprava je hnací, motor a převodovka se nachází pod podlahou v zadní části vozu. Karoserie vozu je svařena z ocelových profilů, zvenku je oplechovaná, zevnitř obložená plastovými deskami. Kabina řidiče je uzavřená. Přední náprava je značky SOR, zadní tuhá náprava je značky DANA.
Nízkopodlažní jsou zhruba dvě třetiny vozu, přičemž podlaha se v nízkopodlažní části nachází ve výšce 360 mm nad vozovkou. Do zadní části vozidla, pod níž je schováno hnací ústrojí, se nastupuje po dvou schodech (jak z nízkopodlažní části, tak posledními dveřmi). Podobné řešení je poměrně běžné i u jiných výrobců a označuje se obecně pojmem low entry (volně přeloženo „vozidlo s nízkou nástupní hranou“), resp. zkratkou LE. V případě autobusu SOR BN 12 je však toto řešení unikátní proměnnou výškou střechy vozidla, lidově označovanou jako „hrb“.

## Výroba a provoz

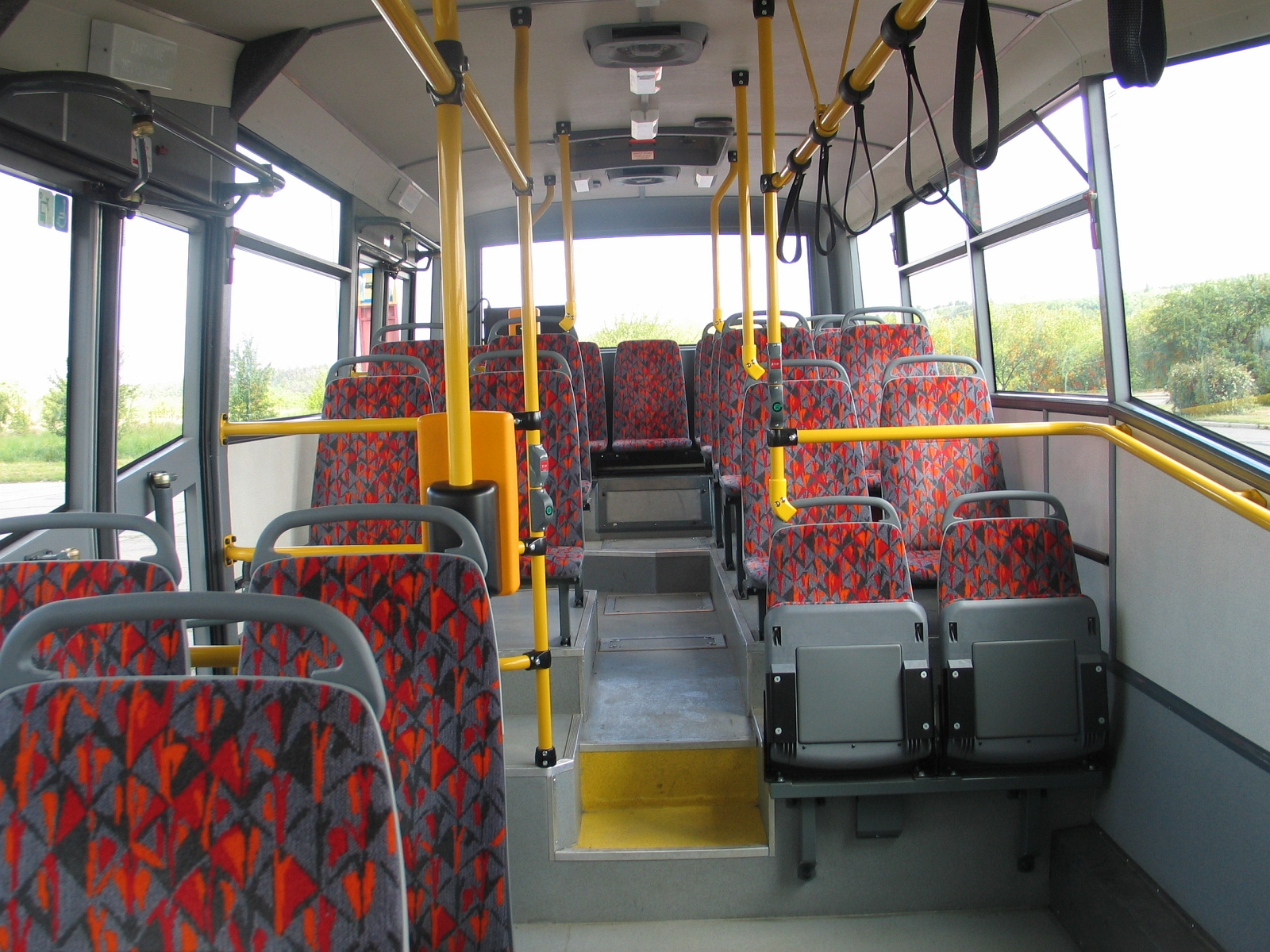
Interiér autobusu SOR BN 12

Autobusy SOR BN 12 se díky velmi příznivé ceně v poměrně krátké době rozšířily do spousty malých a středních českých měst. Z malých měst ČR jezdí například v Chrudimi, Kolíně, Lounech a Hodoníně. Uplatnění našly také v Liberci nebo v Havířově, několik kusů je provozováno také v Praze u dopravce Veolia Transport a dopravního podniku. SOR BN 12 je exportován také na Slovensko, například do Trnavy.
SOR nabízí velkou variabilitu svých vozů, proto se lze setkat s dvoudveřovou, třídveřovou a čtyřdveřovou verzí. V roce 2004 byla zahájena výroba autobusů SOR CN 12, určených pro meziměstský a příměstský provoz. Ten má pouze dvoje dveře a je vybaven jiným typem sedadel.
Souběžně s autobusem SOR BN 12 vyráběla společnost SOR od roku 2006 zcela nízkopodlažní vůz SOR NB 12. Protože se však jednalo o koncepčně a cenově velmi rozdílné autobusy, nebyl SOR BN 12 po započetí výroby nového modelu vyřazen z výrobního programu. Výroba autobusů BN 12 a CN 12 byla ukončena až v roce 2022, nahrazena byla výrobou městských autobusů SOR NS 12 a příměstských autobusů SOR ICN 12.

## Pohon na zemní plyn

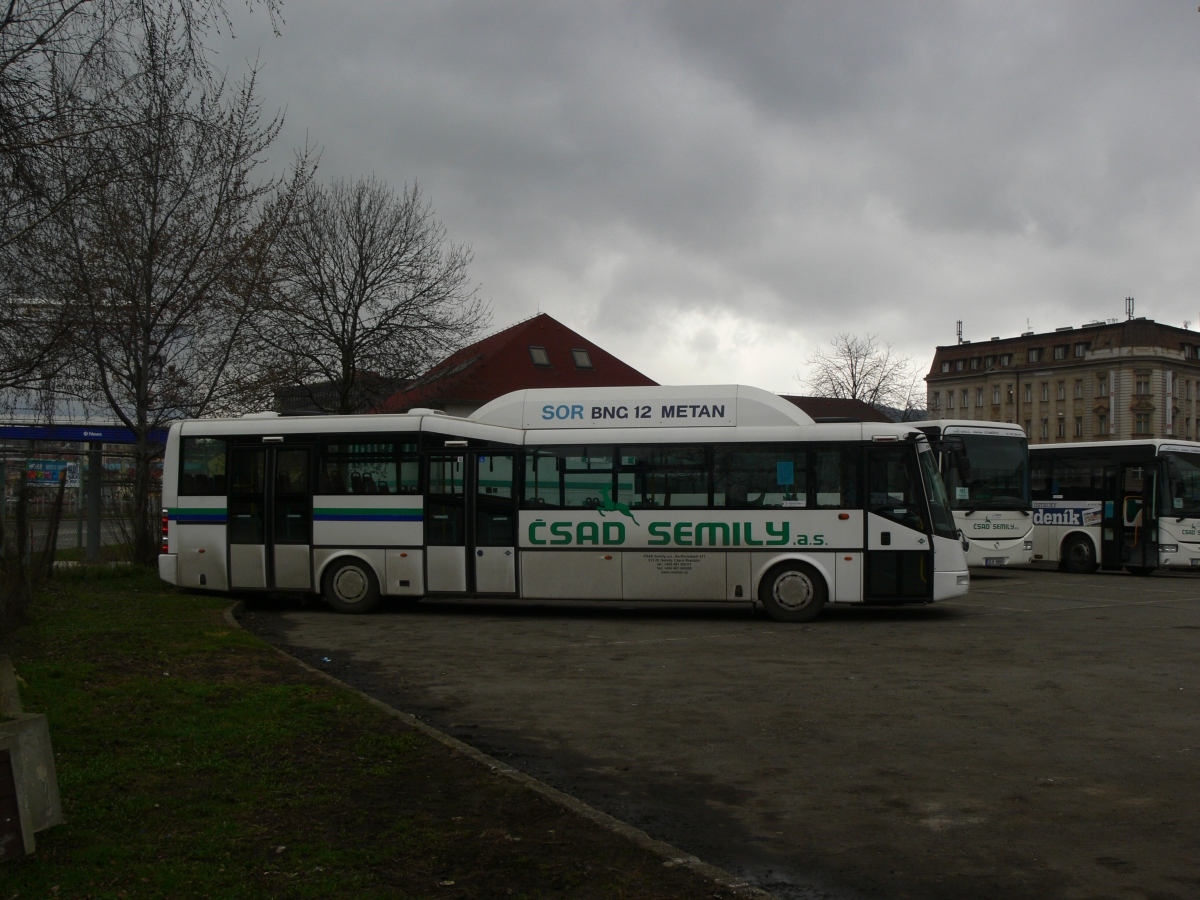
SOR BNG 12

Kvůli zvláštnímu tvaru karoserie je SOR BN 12 velmi oblíbený pro přestavby na pohon alternativním palivem – stlačeným zemním plynem (CNG). Do „hrbu“ na střeše lze totiž elegantně umístit tlakové lahve, s jejichž integrováním do vozidla bývají jinak problémy (estetické, kapacitní i konstrukční).
První přestavby vozidla SOR BN 12 na CNG pohon vznikly pod taktovkou společnosti Ekobus. Ekobusy SOR BN 12 – později označované jako Ekobus City – jsou vybaveny americko-kanadskými motory Cummins Westport s plně elektronicky řízeným vstřikováním paliva. Později přišel sám výrobce s tovární CNG verzí označovanou jako SOR BNG 12, která je také vybavena motory Cummins Westport. Vozy splňující emisní normy Euro 5 a Euro 6 mají motor Iveco Tector.